# Trabiju (kommun)
Trabiju är en kommun i Brasilien.   Den ligger i delstaten São Paulo, i den sydöstra delen av landet, 700 km söder om huvudstaden Brasília. Antalet invånare är 1 544.
Följande samhällen finns i Trabiju:
- Trabiju

Omgivningarna runt Trabiju är en mosaik av jordbruksmark och naturlig växtlighet. Runt Trabiju är det ganska glesbefolkat, med 38 invånare per kvadratkilometer.